# 171429 Hunstead
A 171429 Hunstead (ideiglenes jelöléssel 2007 RD5) a Naprendszer kisbolygóövében található aszteroida. Sárneczky Krisztián és Kiss László fedezte fel 2007. szeptember 1-én.